# Atariya
Atariya é uma vila no distrito de Hardoi, no estado indiano de Uttar Pradesh. A vila de Atariya está situada 49 km de distância da sede do distrito Hardoi.

## Geografia
Atariya está situado ao norte da vila de Mahmudpur.

## Dados demográficos
Até o censo indiano de 2011, Atariya tinha uma população total de 437, dos quais 248 eram do sexo masculino e 189 do sexo feminino. A população na faixa etária de 0 a 6 anos era 62. O número total de alfabetizados em Atariya era 201, o que constituía 46% da população com alfabetização masculina de 54,8% e alfabetização feminina de 35,4%. A taxa efetiva de alfabetização da população acima de 7 anos do Bahrein foi de 53,6%, dos quais a taxa de alfabetização masculina foi de 61,5% e a taxa de alfabetização feminina foi de 42,2%. A proporção sexual é de 762 mulheres para 1000 homens. Atariya tinha 63 famílias em 2011.